# Halong Marine Plaza
Halong Marine Plaza là trung tâm thương mại ở thành phố Hạ Long, Quảng Ninh, Việt Nam. Trung tâm chính thức có tên trong danh sách giải thưởng Bất động sản châu Á - Thái Bình Dương (Asia Pacific Property Awards) dành cho hạng mục đơn vị phát triển bản lẻ tốt nhất. Tháng 10 năm 2013, Halong Marine Plaza là một trong số những công trình xây dựng vinh dự được gắn biển nhân dịp kỷ niệm 50 năm thành lập tỉnh Quảng Ninh.

## Lịch sử hình thành
Halong Marine Plaza được khởi công xây dựng vào tháng 8 năm 2012 và tiền khai trương từ tháng 4 năm 2013, Halong Marine Plaza là địa điểm mua sắm, vui chơi giải trí đa dạng  của người dân địa phương và du khách tham quan Vịnh Hạ Long, thu hút nhiều lượt khách nội địa và quốc tế với các dịch vụ như mua sắm, giải trí và ẩm thực.
Tháng 10 năm 2013, tại đây đã diễn ra lễ gắn biển công trình Tổ hợp Thương mại và Giải trí Halong Marine Plaza nhân dịp chào mừng kỷ niệm 50 năm thành lập Tỉnh Quảng Ninh.
Định hướng lâu dài của Halong Marine Plaza là trở thành một trong những địa điểm du lịch quen thuộc nằm trong hành trình của du khách khi đến với Hạ Long.

## Vị tríđịa lý
Tổ hợp thương mại Halong Marine Plaza nằm trong tổng thể quy hoạch đô thị Halong Marina – thành phố Hạ Long – tỉnh Quảng Ninh. 
- Về hướng tây: Halong Marine Plaza cách Tuần Châu 7 km, trung tâm du lịch quốc tế, là địa điểm tổ chức nhiều cuộc thi hoa hậu Việt Nam và thế giới.
- Về hướng đông: cách trung tâm du lịch Bãi Cháy 5 km, nơi tập trung các nhà nghỉ, khách sạn, cảng tàu Bãi Cháy, bãi tắm; đi qua Cầu Bãi Cháy dẫn tới Hòn Gai, trung tâm kinh tế - chính trị của Tỉnh Quảng Ninh.

## Khu mua sắm
Khu mua sắm có diện tích hơn 20.000 m2, có hơn 350 gian hàng với các mặt hàng bao gồm: thời trang nữ Eva de Eva, đồ lót Minoshe, đồ da Cá Sấu Hoa Cà Crocodile, đồ chơi trẻ em Kid's Kingdom, mỹ phẩm, thiết bị gia dụng, đồ thủ công mỹ nghệ Việt Nam, chợ quê truyền thống
Từ tháng 6/2014, Trung tâm thương mại Halong Marine Plaza ra mắt xe bus miễn phí phục vụ nhu cầu kích cầu mua sắm và du lịch tại địa phương.

## Khu Ẩm thực
Khu ẩm thực có diện tích hơn 5.000 m2, bao gồm các món ăn nổi tiếng của Ẩm thực Việt Nam.

## Khu Giải trí
Khu giải trí là nơi diễn ra các hoạt động giải trí phục vụ mọi lứa tuổi, chẳng hạn rạp chiếu phim Megastar Cineplex CJ CGV , công viên xanh, khu sân chơi TiniWorld , sân chơi thanh thiếu niên Goldgame, bãi biển và các trò chơi dưới nước.

## Lễ hội
Tại đây đã từng diễn ra một số sự kiện nổi bật:
- Lễ hội mùa hè 2012[20]
- Cuộc thi Bartender (pha chế rượu) chuyên nghiệp 2013[21][22]
- Lễ hội Carnaval 2013[23]
- Tết Trung thu lung linh sắc màu cổ truyền 2013[24][25]
- Tham gia Quỹ bảo trợ trẻ em có hoàn cảnh khó khăn trên địa bàn Tỉnh Quảng Ninh[26]
- Đêm hội Giáng sinh yêu thương
- Đại nhạc hội Count Down 2014
- Hội chợ Hoa[27][28]
- Tuần lễ tôn vinh phái đẹp nhân ngày Quốc tế Phụ nữ 8/3[29]
- Lễ hội Chào Mùa Hè 2014[30]